# Don Celes
Don Celes Carovius, més conegut senzillament com a Don Celes, és el nom del personatge protagonista d'una tira còmica publicada diàriament pel periodista Luis del Olmo Alonso (més conegut simplement com a Olmo). Les primeres tires còmiques d'aquest personatge es van publicar el 1945 al diari La Gaceta del Norte, i posteriorment, el 1969, va passar a publicar-se a la contraportada d'El Correo, on encara es publica en l'actualitat, així com en altres diaris destacats, com El Diario Montañés de Cantàbria, i també El Diario Vasco.

## El personatge
Don Celes és un home d'edat indeterminada, encara que indubtablement adult, amb un cridaner mostatxo negre, i igual que la seva dona, Peronella Pilonga, va ser batejat per Aureliano López Becerra, director de  La Gaceta del Norte. La tira és sempre muda, i el seu humor es basa en les desventures del seu protagonista, un antiheroi que sol acabar cada lliurament copejat, enganyat o perseguit per un gos furiós.